# Sirmium
Sirmium was een Romeinse stad aan de Sava (Savus), op de plaats van huidig Sremska Mitrovica in Servië.

## Geschiedenis
Sirmium was oorspronkelijk een Illyrische stad, maar werd door de Romeinen in de 1e eeuw veroverd. De stad werd daarbij ingedeeld in de Romeinse provincie Pannonia en was een belangrijk bestuurlijk centrum. Bij de opsplitsing van de provincie Pannonia in meerdere provincies door Diocletianus werd de stad de hoofdstad van Pannonia Secunda en tevens een van de vier hoofdsteden van het rijk, de Pretoriaanse prefectuur van Illyricum.
Onder de regering van Basileios II Boulgaroktonos werd Sirmium een thema van het Byzantijnse Rijk (1018-1071).
De historische landstreek Syrmië is naar Sirmium genoemd.

## Geboren
Zes Romeinse keizers werden in Sirmium of omgeving geboren:
- Traianus Decius (249-251)
- Aurelianus (270-275)
- Probus (276-282)
- Maximianus (285-310)
- Constantius II (337-361)
- Gratianus (367-383)